# Fujisankei Communications Groups huvudkontor
Fujisankei Communications Groups huvudkontor är en kontorsbyggnad på ön Odaiba i Minato i Tokyo, som ritades av Kenzō Tange och invigdes 1996.
Byggnaden består av ett kontorstorn och ett studiotorn, vilka förenas av tre broar under tak. Fasaden är klädd med saltresistenta titaniumplåtar. På plan 7 finns en hängande trädgård.

## Bildgalleri

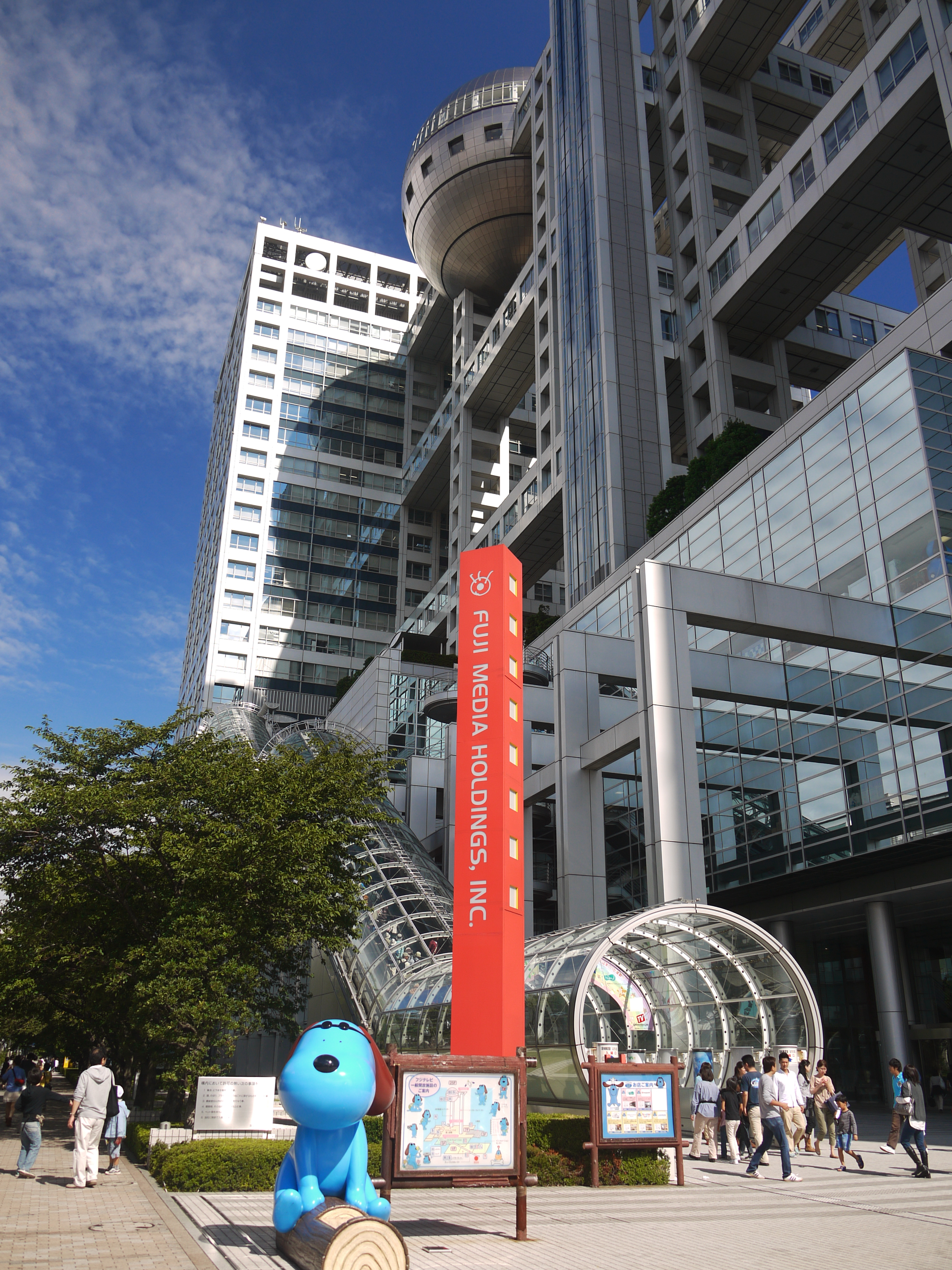
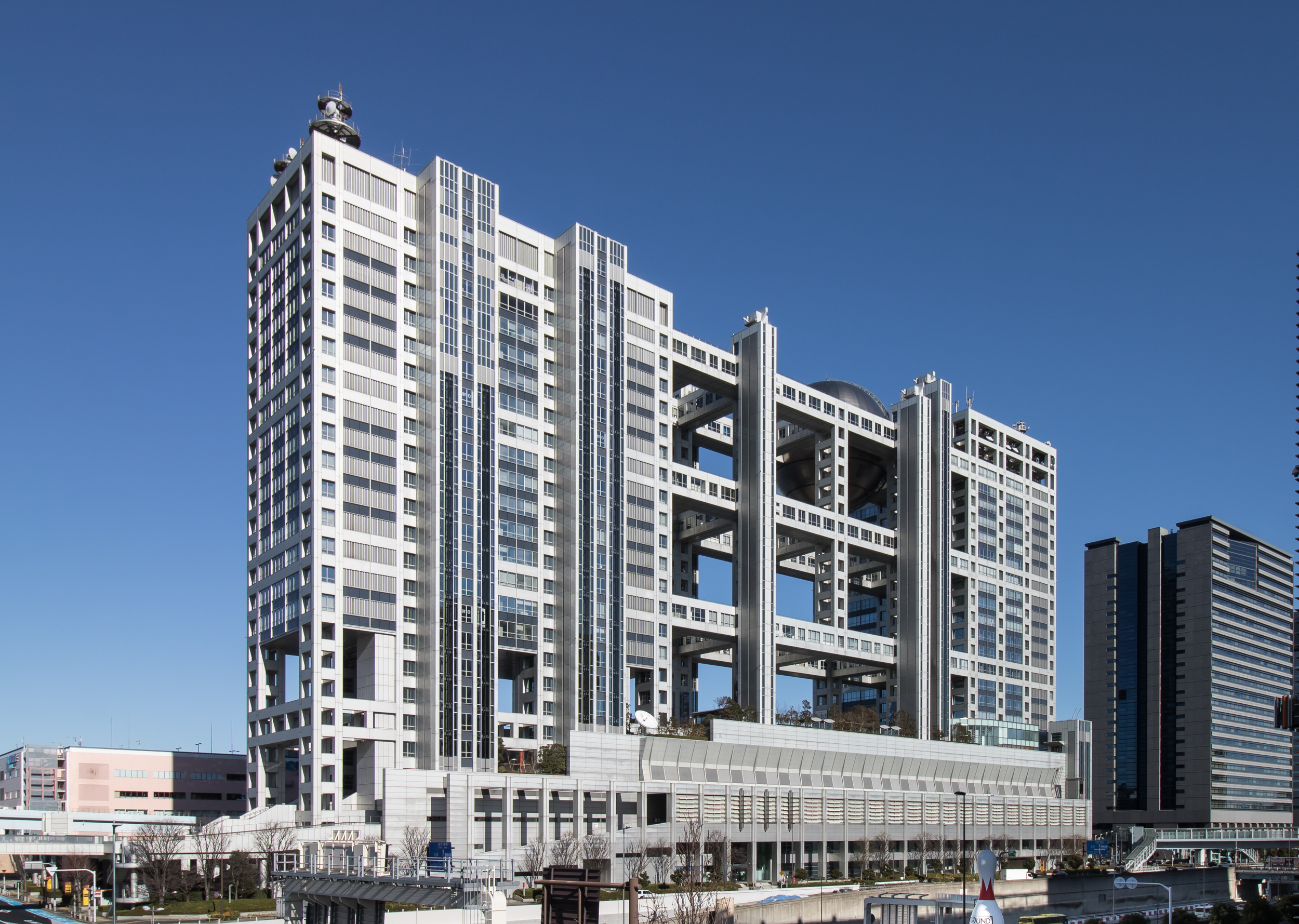
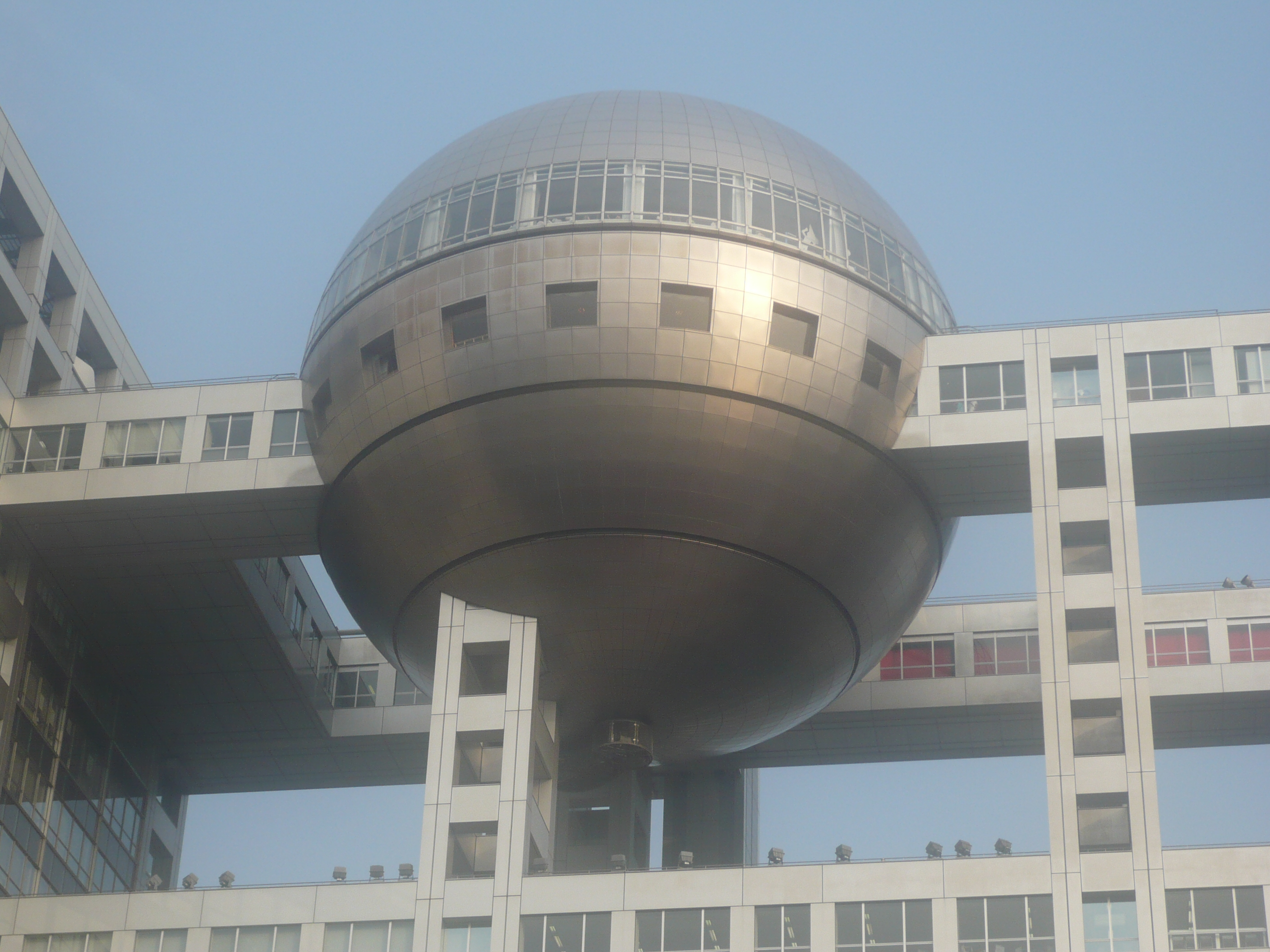
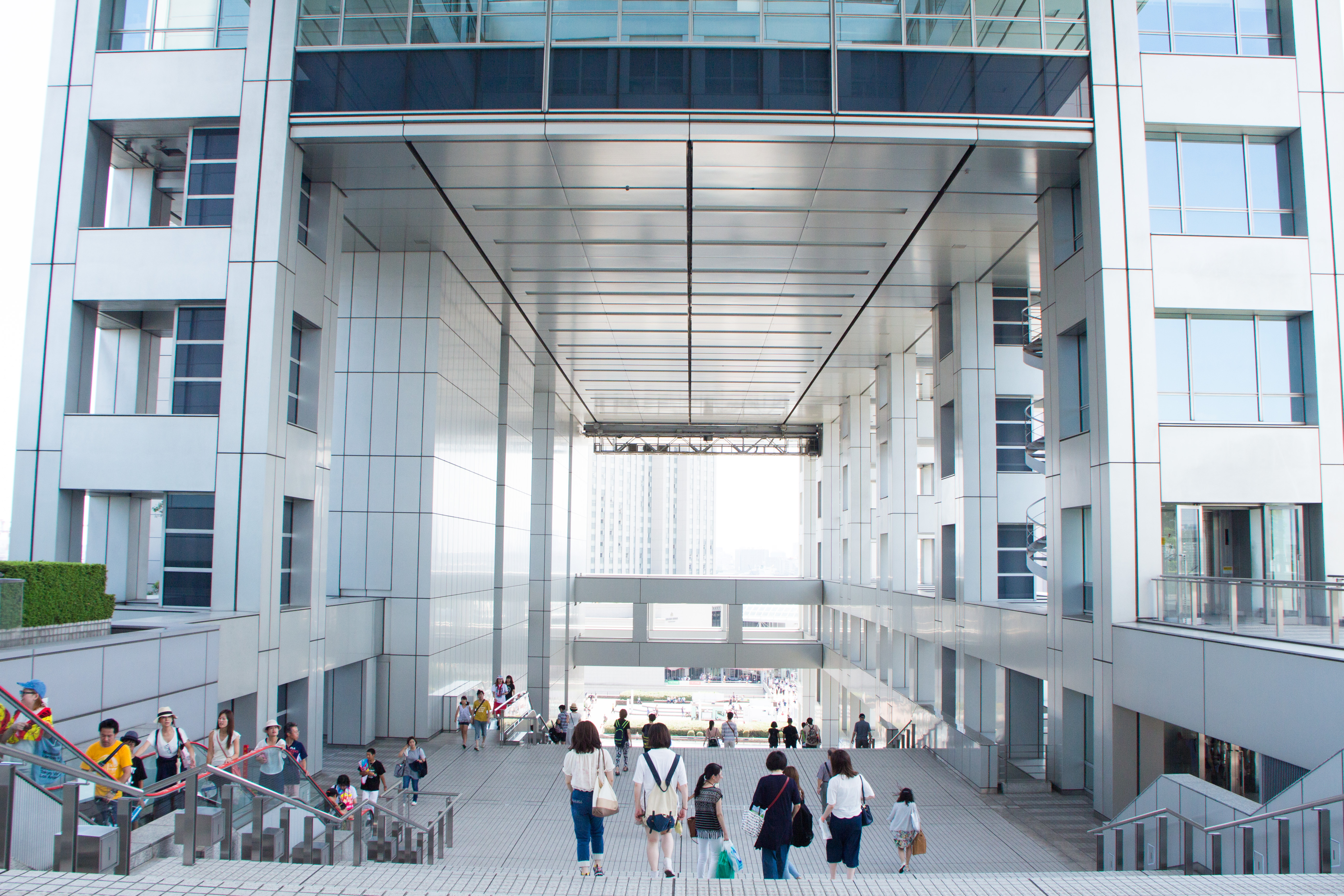
Stora trapphallen
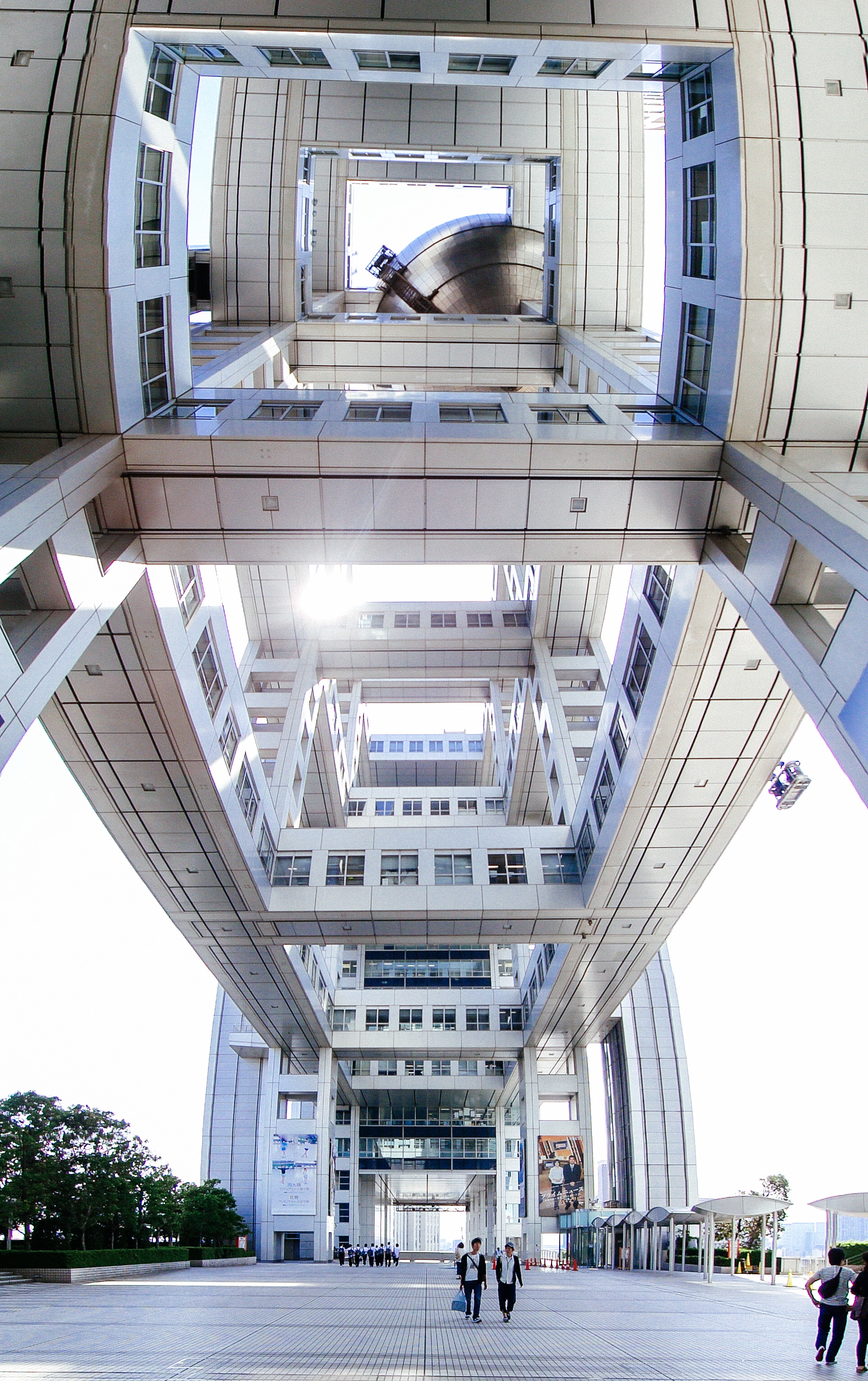
Förbindelsebryggorna underifrån
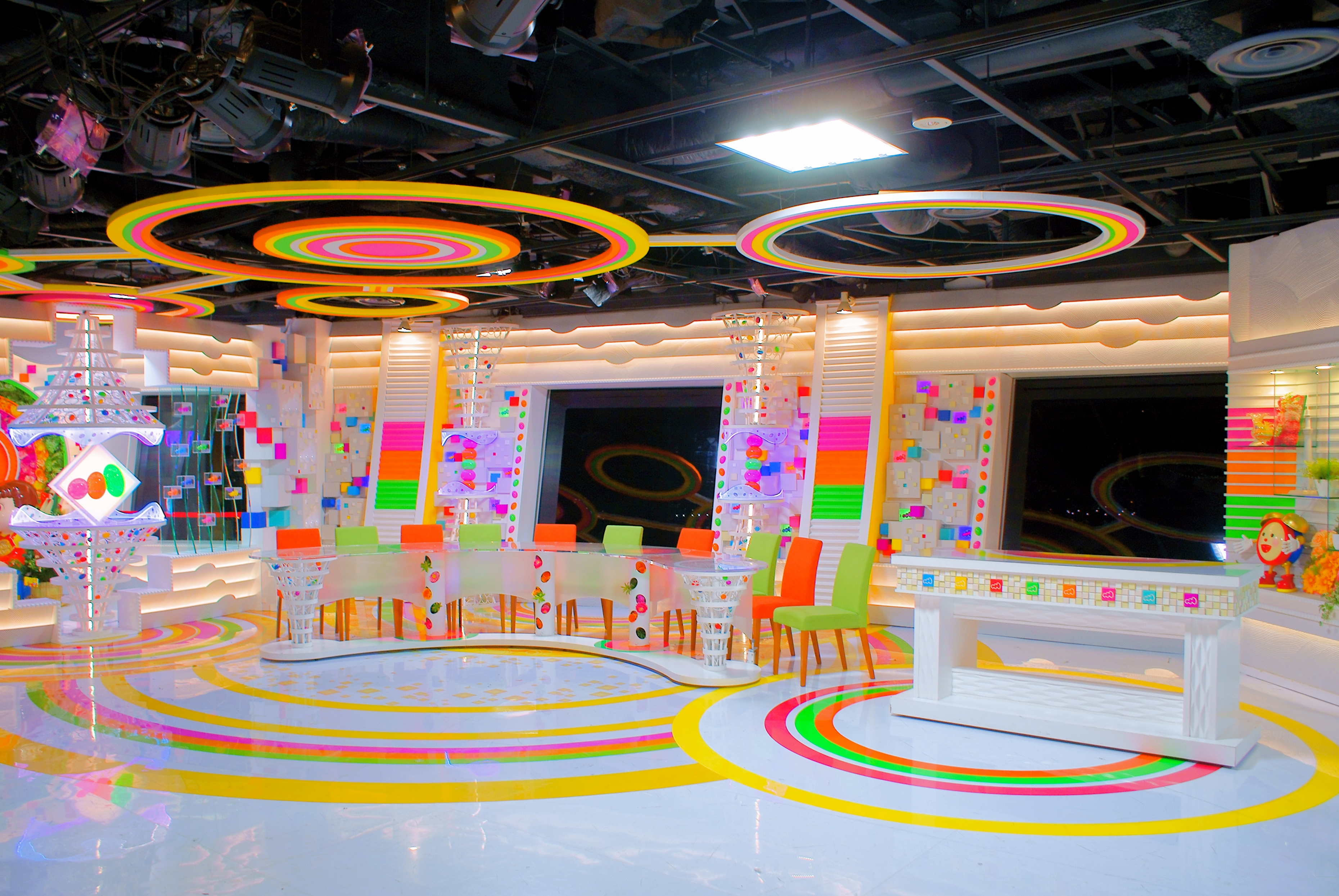
Studio arrangerad för morgon-teve, 2012